# ガロッシュ

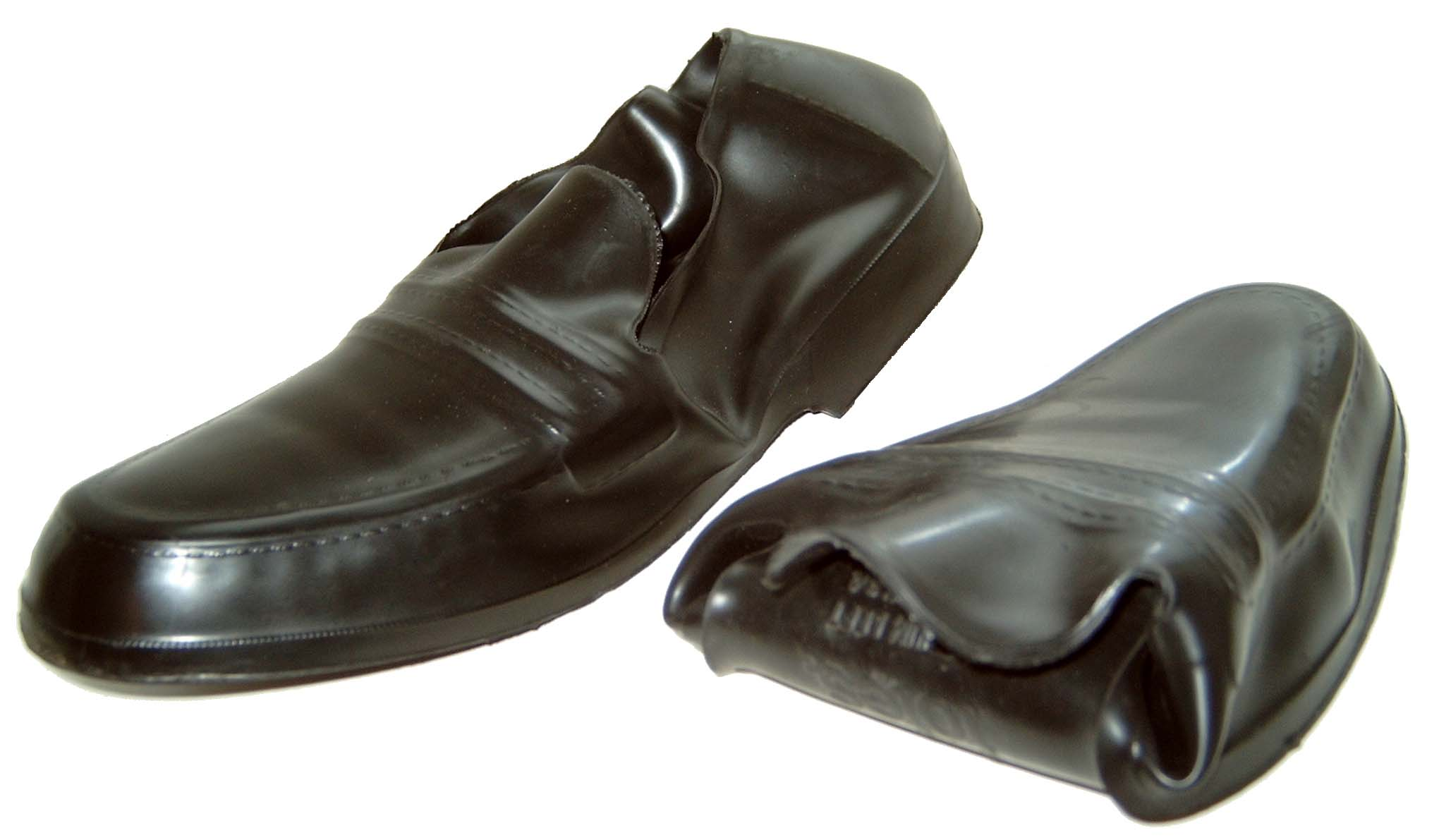
ガロッシュ

ガロッシュ(フランス語のgalochesから)とは、泥除け、防水、防寒用のゴム製の「靴の上に履く靴」で、ゴム靴の一種である。中の靴を水や泥から守り、足を濡れないよう保護する為に履く靴である。
別名；boat shoes、dickersons、overshoes オーバーシューズとしても知られる。長靴の事をガロッシュと言うこともある。

## 歴史
このガロッシュという言葉は、ガリア人の靴（ Gaulish shoe、gallicae）から来ている。この靴には甲革と木の彫刻が施された靴底を持ち、ローマ人がガリアを征服した際に取り入れ、貴族などが凝った彫刻や赤い革を使った靴を履くようになった。
トルコでは、スリッパの様に室内を汚さないように「靴を履いたまま履く靴」を指す言葉となっている。
グレートブリテンで使われる「Golosh」という綴りは、1920年ごろに変化した言葉である。